# Shippr
 (mars 2023).
Shippr est une société belge spécialisée dans les livraisons B2B le jour même en Belgique et en France. Grâce à sa plateforme, l'entreprise met en relation des entreprises de tous secteurs avec des sociétés de transport ou des coursiers indépendants.
Shippr propose des solutions de livraison le jour même sur mesure pour les entreprises, opérées par des professionnels du transport. La start-up répond aux besoins de livraisons d'entreprises de tous secteurs : alimentation, commerce de détail, événement, grossiste, pharmaceutique… afin d’obtenir des solutions de livraison personnalisées, du transport frigorifique aux transferts de marchandises Shippr s'associe à des professionnels du transport effectuant des livraisons avec leur propre véhicule du vélo cargo au camion frigorifique ou classique,.
L'entreprise atteint la 8ᵉ place dans le classement Technology Top Fast 50 de Deloitte et a annoncé une levée de 10 millions d'euros en 2022,. Elle prévoit de s'internationaliser, en commençant par l'ouverture du Royaume-Uni en 2023,,.

## Histoire
En 2017, Romain Syed, l'un des fondateurs et actuel CEO de Shippr, Alexina Smet, Kevin Delval, Quentin Goossens et Harold Waterkeyn ont fondé et lancé Shippr sur le marché belge,. Avant le lancement, les cofondateurs ont rejoint l'incubateur NEST'up pour accélérer et développer leurs modèles d'entreprise. La même année, l'équipe a participé à la session One Hour Challenge organisée à la rédaction de La Libre, un journal belge. En 2018, Shippr intègre la plateforme d'incubation Startup Reaktor.
En 2020, Shippr a été sélectionnée pour le programme accélérateur BEyond 2020 Alors que le monde est touché par la pandémie de Covid, Shippr connaît une croissance de 300 %,. En 2021, Shippr participe au programme Beyond Acceleration de la Fondation Pulse. Cette même année, l'entreprise annonce une levée de fonds de 2 millions d'euros,.
En 2022, la société remporte le prix Deloitte pour avoir été la 8e entreprise à la croissance la plus rapide de Belgique, avec une croissance de 1 992 % La même année, Shippr réalise une levée de fonds de 10 millions d'euros,. Shippr compte actuellement quelque 2 000 partenaires de livraison et plus de 1 000 clients à Bruxelles et à Paris.

## Produits, services et support
Les entreprises ont accès à leur propre tableau de bord Shippr où elles peuvent créer des livraisons à la demande, les suivre en temps réel, voir les preuves de livraison, etc. La technologie Shippr propose des outils d'optimisation de tournées, de communication avancée avec les destinataires,. Les professionnels du transport disposent d'une application Shippr qui intègre différentes fonctionnalités telles qu'un système de facturation automatique, un système d'orientation des services en fonction des besoins du client, etc.,.

## Développement durable
Romain Syed, le PDG et cofondateur, a expliqué que, depuis sa création, Shippr est une entreprise qui, par essence, se trouve au cœur des défis du développement durable. Ouvrer vers une logistique urbaine plus intelligente et inclusive est une évidence.
Shippr met en avant des objectifs durables basés sur deux axes : des tests d'impact social dans lesquels ils assurent des conditions de travail équitables tout au long de la chaîne d'approvisionnement, et des tests d'impact environnemental, dans le but d'être une entreprise neutre en carbone d'ici 2025.